# Sem Crise
Sem Crise é o sétimo álbum de estúdio do rapper brasileiro Gabriel o Pensador.

## Antecedentes e produção
Gabriel havia lançado seu último álbum, Cavaleiro Andante, em 2005. E após três anunciou que, lançaria um novo disco previsto para março de 2009, e que ele seria "misturado [...] hip hop com música brasileira, com algumas coisas sampleadas e outras tocadas por convidados". No entanto, devido a outro trabalhos desenvolvidos por ele na literatura e no futebol o CD foi adiado. Em 2011, após fazer shows em outros países lusófonos, como Portugal, Angola e Moçambique, como prévia para o lançamento do disco, o cantor se pronunciou e disse que o álbum cujo nome seria Sem Crise, estava gravado e conteria 13 faixas, entre elas "Deixa Quieto" e "Nunca Serão", e que o mesmo seria lançado oficialmente em turnê pelo Brasil. O lançamento foi anunciado para o fim de 2012 e Jorge Ben Jor, Carlinhos Brown, Rogério Flausino, Afroreggae e Nando Reis foram confirmados como os convidados no novo trabalho do cantor.
Algumas das músicas que estão estar presentes no álbum foram lançadas anteriormente a ele. "Nunca Serão", inspirada no filme Tropa de Elite, lançada em novembro de 2010, a música "Linhas Tortas", em resposta a críticas feitas ao valor que ganharia na Feira do Livro de Bento Gonçalves, que foi lançada diretamente no YouTube, também foi escolhida para constar no novo disco, assim como, "Surfista Solitário", um single lançado em 22 de agosto de 2012, em parceira com Jorge Ben Jor.
A capa do disco teve direção de arte de Duda Simões e Rafael Dória e foi fotografada na Cinelândia por Ramon Moreira.

## Faixas
Todas as faixas escritas e compostas por Gabriel o Pensador. 
| N.º | Título                                       | Duração |  |
| 1.  | "Sem Crise"                                  |         |  |
| 2.  | "Foi não Foi" (com Carlinhos Brown)          |         |  |
| 3.  | "Homem não Presta"                           |         |  |
| 4.  | "Brilho Cego" (com Rogério Flausino)         |         |  |
| 5.  | "Linhas Tortas"                              |         |  |
| 6.  | "Boca com Boca" (com Nando Reis)             |         |  |
| 7.  | "Nunca Serão"                                |         |  |
| 8.  | "Surfista Solitário" (com Jorge Ben Jor)     |         |  |
| 9.  | "No Ritmo, No Tempo" (com ConeCrewDiretoria) |         |  |
| 10. | "Deixa Quieto"                               |         |  |
| 11. | "Na Palma da Mão"                            |         |  |
| 12. | "Pimenta e Sal" (com Afro Reggae)            |         |  |
| 13. | "Tudo Certo"                                 |         |  |
| 14. | "Correr pro Abraço"                          |         |  |
| 15. | "Mi Casa su Casa"                            |         |  |
| 16. | "Sim, Não, Indiferente!" (com André Moraes)  |         |  |

## Recepção
Braulio Lorentz, do G1, descreveu o álbum como o "mais eletrônico" da carreira de Gabriel o Pensador e disse que o disco tem "pouco da contundência do começo de carreira." Escrevendo para O Globo, Bernardo Araujo descreveu Sem Crise como uma "produção luxuosa, [...] criativa", elogiando a articulação e o "uso das palavras inigualados no hip-hop nacional, uma vocação pop que só faz bem ao gênero". Ele ainda comentou que músicas como "Homem não Presta" e "Nunca Serão" mostram "o eterno adolescente" que vive no cantor. O crítico d'O Globo encerrou dizendo que "Sem Crise", "Boca com Boca" e "Linhas Tortas" "são orgulhosos anúncios de que Gabriel O Pensador está de volta à boa forma".